# Horní Lhota (ort i Tjeckien, Zlín)
Horní Lhota är en ort i Tjeckien.   Den ligger i regionen Zlín, i den östra delen av landet, 270 km öster om huvudstaden Prag. Horní Lhota ligger 345 meter över havet och antalet invånare är 542.
Terrängen runt Horní Lhota är kuperad åt nordväst, men åt sydost är den platt. Runt Horní Lhota är det ganska tätbefolkat, med 72 invånare per kvadratkilometer. Närmaste större samhälle är Zlín, 12,6 km nordväst om Horní Lhota. I omgivningarna runt Horní Lhota växer i huvudsak blandskog.